# Ozero Murozjnitskoje
Ozero Murozjnitskoje (ryska: Озеро Мурожницкое) är en sjö i Belarus.   Den ligger i voblasten Vitsebsks voblast, i den norra delen av landet, 210 km nordost om huvudstaden Minsk. Ozero Murozjnitskoje ligger 136 meter över havet.
I omgivningarna runt Ozero Murozjnitskoje växer i huvudsak blandskog. Runt Ozero Murozjnitskoje är det ganska tätbefolkat, med 124 invånare per kvadratkilometer.